# Krassó-Szörényi Lapok
Krassó-Szörényi Lapok (1878-1939). Székhely: Lugos. Politikai hetilapként indult 1878-ban Lugoson Virányi János nyomdász alapításában. Felelős szerkesztő és kiadó 1919-ben Szidon József. 1920-ban Sulyok István tulajdonába került, aki Botos Jánossal és Horváth Emillel együtt szerkesztette.
1924-től szerkesztő Serényi József, 1926-tól Arató Andor. A heti kétszeri megjelenésre áttért lap az Országos Magyar Párt lugosi tagozatának félhivatalos sajtóorgánuma lett, és számos cikkét, így azokat, melyeket a "lugosi triumvirátus" tagjai (Jakabffy Elemér, Sulyok István, Willer József) írtak, a többi erdélyi lap is gyakran átvette. A Krassó-Szörényi Lapok számos tanulmányt közölt a bánsági magyar telepesek sorsáról, az együtt élő népek közös harcairól, helyet adva az irodalomnak is. 1928-tól a Husvéth és Hoffer nyomda tulajdona, 1937-ben címét a helységnevek romános írásának elrendelésekor Caraș-Severini Lapokra változtatta 1938-ig. Megszűnt 1939-ben.